# Wild Gray Ocean
Wild Gray Ocean è un singolo del musicista britannico Sam Fender, pubblicato il 25 ottobre 2022.

## Video musicale
Il video musicale è stato concepito come un lyric video.

## Tracce
1. Wild Gray Ocean – 3:54